# 八幡神社 (広島市佐伯区湯来町麦谷)
八幡神社（はちまんじんじゃ）は、広島県広島市佐伯区にある神社。

## 由緒
- 社蔵の古文書によると、天文年間（1532年-1555年）、毛利元就と尼子晴久の合戦の際に、水内5ヶ村より村人らが毛利方へ馳せ参じ、毛利方の勝利に終わった。その時、高田郡の吉田八幡宮より金幣を賜り、これを麦谷村の皆草の郷、人道原に立て置いたところ、毎夜、不思議な光明を発したので、村人らは畏怖し、水内5ヶ村の多田、菅沢、和田、麦谷、下の村人が相寄り協議して、皆草の地に社を建立した。これが当神社で、天文9年9月の勧請と伝わる。後に、水内5ヶ村中に御幣を分かち、各村に勧請されたと伝える。

- 『芸藩通志』には、社記として、1540年（天文10年）9月、麦谷村栢原城主、上総九郎兵衛忠秋（毛利家麾下）が高田郡吉田村の八幡宮の金幣を当神社に遷して祀るとする。後に、和田藤左衛門、木藤十郎衛門という者、吉田八幡宮の神鏡をも当神社に納めたという。また、社に存した古鎧2領は、和田と木藤の所服という。

- 毛利輝元より神田を寄せられたが、後に失う。

- 1669年（寛文9年）小田五郎左衛門が社を再造する。